# Primera División de Chile 1995
Primera División de Chile 1995 var den chilenska högstaligan i fotboll för herrar för säsongen 1995, som slutade med att Universidad de Chile vann för nionde gången.

## Kvalificering för internationella turneringar
- Copa Libertadores 1996
  - Vinnaren av Primera División: Universidad de Chile
  - Vinnaren av Liguilla Pre-Libertadores: Universidad Católica

## Sluttabell
| Plac. | Lag                  | S  | V  | O  | F  | GM | IM | MSK | Poäng |
| ----- | -------------------- | -- | -- | -- | -- | -- | -- | --- | ----- |
| 1     | Universidad de Chile | 30 | 18 | 8  | 4  | 64 | 30 | 34  | 62    |
| 2     | Universidad Católica | 30 | 17 | 9  | 4  | 50 | 22 | 28  | 60    |
| 3     | Colo-Colo            | 30 | 15 | 7  | 8  | 61 | 35 | 26  | 52    |
| 4     | Deportes Temuco      | 30 | 12 | 9  | 9  | 49 | 35 | 14  | 45    |
| 5     | Cobreloa             | 30 | 11 | 11 | 8  | 49 | 40 | 9   | 44    |
| 6     | O'Higgins            | 30 | 10 | 12 | 8  | 52 | 41 | 11  | 42    |
| 7     | Coquimbo Unido       | 30 | 11 | 9  | 10 | 47 | 40 | 7   | 42    |
| 8     | Deportes Antofagasta | 30 | 12 | 6  | 12 | 44 | 49 | -5  | 42    |
| 9     | Unión Española       | 30 | 11 | 7  | 12 | 45 | 47 | -2  | 40    |
| 10    | Palestino            | 30 | 11 | 5  | 14 | 45 | 49 | -4  | 38    |
| 11    | Provincial Osorno    | 30 | 9  | 11 | 10 | 34 | 49 | -15 | 38    |
| 12    | Deportes Concepción  | 30 | 8  | 10 | 12 | 38 | 44 | -6  | 34    |
| 13    | Regional Atacama     | 30 | 7  | 9  | 14 | 35 | 65 | -30 | 30    |
| 14    | Huachipato           | 30 | 6  | 11 | 13 | 40 | 55 | -15 | 29    |
| 15    | Deportes La Serena   | 30 | 7  | 8  | 15 | 35 | 60 | -25 | 29    |
| 16    | Everton              | 30 | 7  | 4  | 19 | 30 | 58 | -28 | 25    |

|  | Mästare och kvalificerade till Copa Libertadores 1996. |
|  | Kvalificerade till Liguilla Pre-Libertadores.          |
|  | Nedflyttningskval.                                     |
|  | Nedflyttad.                                            |

| Primera División Vinnare av Primera División 1995 |
| ------------------------------------------------- |
| Chile                                             |
| Universidad de Chile 9:e titeln                   |

## Liguilla Pre-Libertadores
Lagen på plats 2 till 5 spelade en playoff-serie bestående av tre omgångar för att bestämma vilket lag som skulle bli det andra representationslaget i Copa Libertadores.
| Plac. | Lag                  | S | V | O | F | GM | IM | MSK | Poäng |
| ----- | -------------------- | - | - | - | - | -- | -- | --- | ----- |
| 1     | Universidad Católica | 3 | 3 | 0 | 0 | 5  | 2  | 3   | 6     |
| 2     | Colo-Colo            | 3 | 1 | 1 | 1 | 4  | 2  | 2   | 3     |
| 3     | Deportes Temuco      | 3 | 1 | 1 | 1 | 3  | 3  | 0   | 3     |
| 4     | Cobreloa             | 3 | 0 | 0 | 3 | 3  | 8  | -5  | 0     |